# Artemidoro
Artemidoro de Daldis, também Artemidoro de Éfeso (em latim: Artemidorus Daldianus ou Artemidorus Ephesius) foi um oniromante e adivinho profissional grego, que viveu na segunda metade do século II d.C. É conhecido por ter escrito uma obra em grego, composta de cinco livros, intitulada Oneirocritica ou Oneirokritikon (Sobre a Interpretação dos Sonhos), único trabalho seu a sobreviver.

## Vida e obra
Artemidoro nasceu em Éfeso, na costa oeste da Ásia Menor, mas recebeu o cognome de Daldis, por ser esta, na Lídia, a cidade natal de sua mãe e para diferenciá-lo dos inúmeros intérpretes de sonhos e adivinhos de Éfeso. A pesquisa moderna também o distingue do geógrafo Artemidoro de Éfeso. Viveu aproximadamente no período compreendido entre a morte de Domiciano (96) e o reinado de Antonino Pio (138-161), uma vez que é citado na obra de Adriano. A afirmação de que Artemidoro morreu em 180, no final do reinado de Marco Aurélio ou no início do de Cômodo, é mera conjectura. Devido a certos padrões de pensamento e relações em sua obra Sobre a Interpretação dos Sonhos (como por exemplo, a ideia de intuição e personificações de estrelas, ventos e nuvens) às vezes é considerado que Artemidoro foi um estoico.
De acordo com Artemidoro, o material para a sua obra foi coletado durante suas longas viagens pela Grécia, Itália e Ásia, de adivinhos de pouca ou muita fama. Outras fontes importantes foram os escritos de antecessores de Artemidoro, dezesseis dos quais ele cita pelo nome. Está claro que ele se baseou em uma rica tradição escrita, hoje em dia não mais existente. O método de Artemidoro é, em sua origem, analógico. Ele escreve que a interpretação dos sonhos é "nada mais do que a justaposição das semelhanças" (2.25). Mas, assim como outros tipos de adivinhação grega, incluindo a Astrologia, a adivinhação celestial e a radiestesia, a adivinhação de sonho grego (Oniromancia) tornou-se extremamente complexa, um dado sonho sujeito a uma série de interpretações, dependendo de considerações secundárias, tais como a idade, o sexo e a posição social do sonhador. Em outras ocasiões, as distinções sutis dentro do próprio sonho são significativas. Em uma passagem particularmente memorável, Artemidoro expõe sobre o significado dos sonhos que envolvem relações sexuais com a mãe:
"O caso da mãe de alguém é complexo e multiforme e admite muitas interpretações diferentes—algo que nem todos os intérpretes de sonho conseguem realizar. O fato é que o simples ato da relação sexual por si só não é suficiente para mostrar o que está pressagiado. Nem mesmo, o tipo de abraços e as várias posições dos corpos indicam resultados diferentes." (tradução de Robert J. White)
Segue-se uma recitação longa e minuciosa do significado divinatório do desfrutar de uma mãe em várias posições sexuais.
Os três primeiros livros da Oneirocritica são dedicados a um Cássio Máximo, um retórico fenício (talvez Máximo de Tiro), e têm a intenção de servir como uma introdução detalhada para os adivinhos e para o público em geral. Os livros quatro e cinco foram escritos para o filho de Artemidoro, também chamado Artemidoro, para servir-lhe de grande ajuda sobre os concorrentes, e Artemidoro lhe adverte sobre não fazer cópias.
De acordo com o Suda (Alfa 4025), Artemidoro também escreveu um Oiônoscopica (Interpretação das Aves) e um Chiroscopica (quiromancia), mas não sobreviveram, e a autoria é excluída. Na  Oneirocritica, Artemidoro exibe uma atitude hostil para com a quiromancia.
Entre os autores que Artemidoro cita estão: Antifonte (possivelmente o mesmo Antifonte, o Sofista), Aristandro, Demétrio de Faleros, Alexandre de Mindos da Cária, e Artemon de Mileto. Os fragmentos desses autores, de Artemidoro e de outras fontes, foram coletados por Del Corno em seu Graecorum de re onirocritica scriptorum reliquiae (1969).

## Edições e traduções
- A edição definitiva do texto grego é de Roger Pack, Artemidori Daldiani Onirocriticon Libri V (Bibliotheca Teubneriana 1963)
- Uma versão medieval árabe foi feita dos primeiros três livros (isto é, os livros "públicos") em 877 por Hunayn ibn Ishaq, e publicada por Toufic Fahd com uma tradução francesa em 1964 intitulada Le livre des songes [par] Artémidore d'Éphèse
- A mais recente tradução inglesa é de R. J. White, The Interpretation of Dreams (2ª Edição, 1990, Torrance, CA: Original Books).
- A mais recente tradução italiana é de Dario Del Corno, Libro dei sogni (1974)
- A mais recente tradução francesa é de A. J. Festugière, Clef des Songes (1975)
- Os "fragmentos" de outros autores greco-romanos oneirocríticos foram compilados por Dario Del Corno em seu Graecorum de re Onirocritica Scriptorum Reliquiae (1969), com comentários em italiano. Como muitos dos fragmentos são conservados por Artemidoro, o trabalho de Del Corno é também um comentário parcial para o Oneirocritica.
- Há também uma tradução neerlandesa, por Simone Mooij-Valk, chamada Droomboek (2003)